# Jules Roy

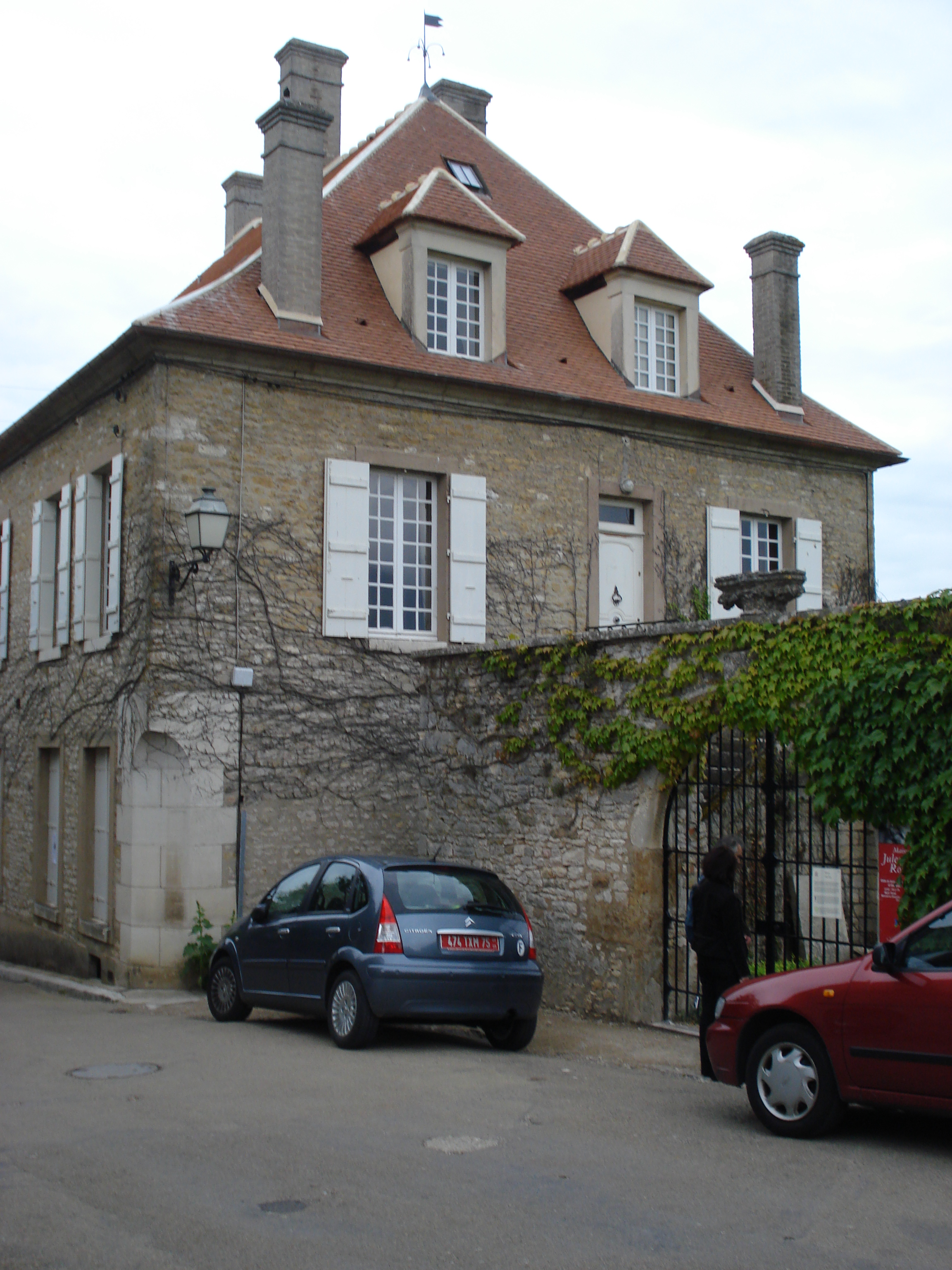
Ngôi nhà của Jules Roy ở Vézelay

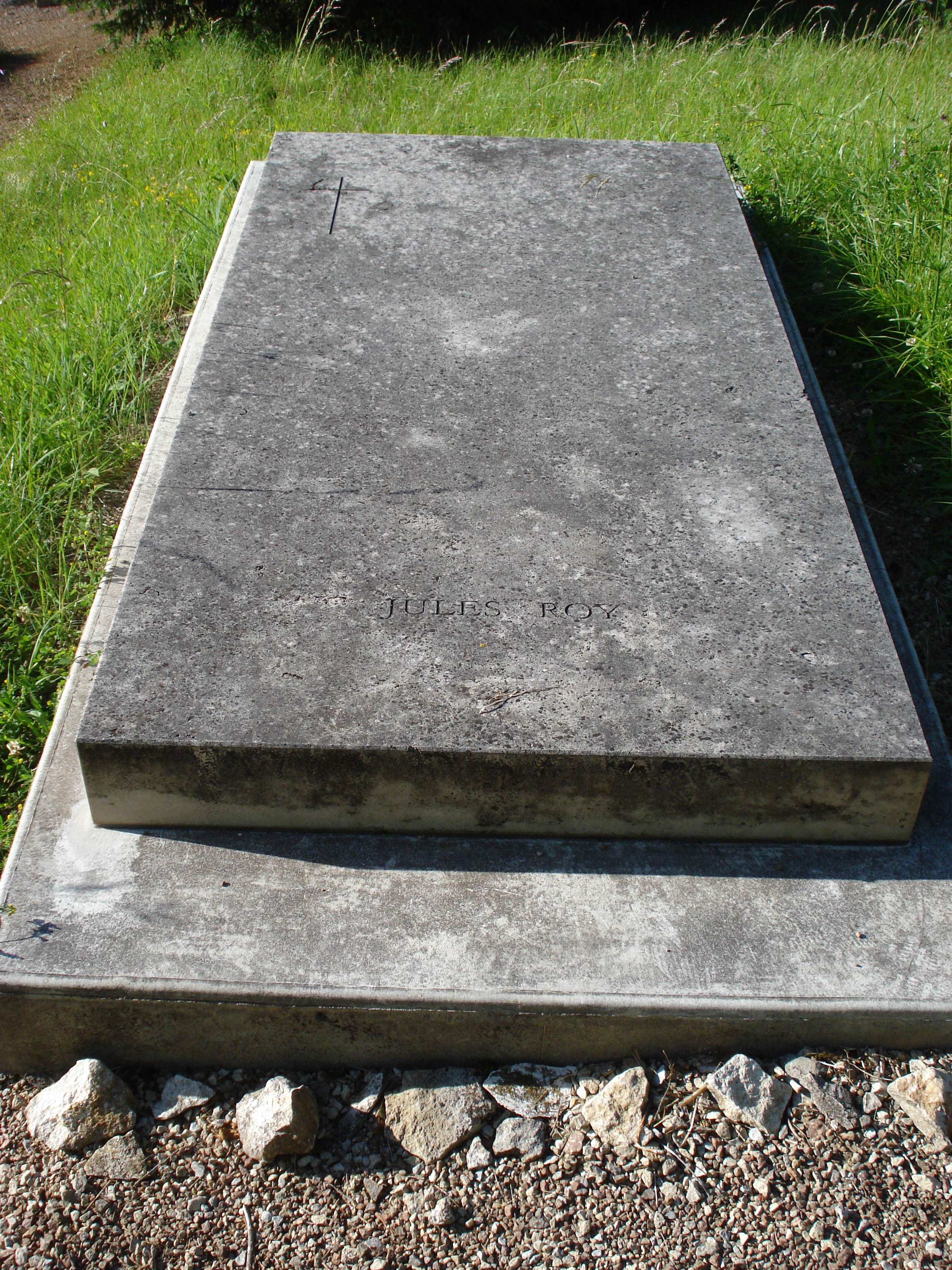
Ngôi mộ của Jules Roy ở nghĩa trang Vézelay

Jules Roy (22.10.1907 – 15.6.2000) là quân nhân và nhà văn người Pháp, đã đoạt Giải thưởng lớn Văn học của Viện Hàn lâm Pháp năm 1958.

## Tiểu sử
Jules Roy sinh tại Rovigo (Algérie). Ông sống thời niên thiếu trong một trang trại của ông bà ngoại, rồi vào học trong một chủng viện Công giáo ở Algérie, sau đó gia nhập quân đội Pháp ở Bắc Phi. Sau khi Lực lượng Đồng minh tái chiếm Bắc Phi, ông sang Anh chiến đấu trong Không lực Hoàng gia Anh, chỉ huy một phi đội, từng tham gia nhiều cuộc không kích vùng Ruhr. Giai đoạn này trong cuộc sống được ông dùng làm nền cho quyển truyện kể La Vallée heureuse (Thung lũng hạnh phúc), đoạt giải Renaudot năm 1940 (nhưng tới năm 1946 mới trao giải) cùng nhiều tác phẩm khác .
Tháng 6 năm 1953, khi đang mang quân hàm đại tá, ông xin giải ngũ vì chống cuộc chiến tranh Đông Dương của Pháp. Sau khi giải ngũ, ông dành toàn thời gian để sáng tác. Sau cái chết của người bạn - nhà văn Albert Camus - ông cũng công khai tố cáo sự tàn bạo của cuộc chiến tranh Algérie.
Năm 1963 giám đốc sáng lập báo L'Express Jean-Jacques Servan-Schreiber đã biếu tổng thống Mỹ John F. Kennedy quyển "La bataille de Dien Bien Phu" của Jules Roy viết về trận Điện Biên Phủ. Kennedy đã nhờ vợ là Jacqueline Kennedy Onassis dịch tóm lược sang tiếng Anh. Schreiber đã thuật lại vụ việc này trong hồi ký của ông.
Năm 1978, Jules Roy về sống ở Vézelay (Yonne), và tiếp tục viết trong suốt quãng đời còn lại. Ông qua đời ngày 15 tháng 6 năm 2000 và được an táng ở nghĩa trang Vézelay.

## Đời tư
Jules Roy kết hôn với Mirande Grimal. Họ có hai người con: Jean-Louis và Geneviève. Sau khi ly dị, ông tái hôn với Tatiana Soukoroukoff năm 1965.

## Giải thưởng
- Giải Renaudot (1946) cho tác phẩm La Vallée heureuse
- Giải hoàng thân Pierre của Monaco (1954) cho tác phẩm Le Navigateur
- Giải thưởng lớn văn học Monaco (1957)
- Giải thưởng lớn Văn học của Viện Hàn lâm Pháp (1958)
- Grand Prix national des lettres (Giải thưởng lớn quốc gia về văn chương)(1969)
- Giải thưởng của thành phố Paris (1975)

## Tác phẩm

### Tiểu thuyết
- Le Tonnerre et les Anges, Nhà xuất bản. Grasset, 1975.
- Le Désert de Retz, Nhà xuất bản. Grasset, 1978.
- Les Chevaux du soleil, Nhà xuất bản. Grasset, 1980, 6 tập; (xuất bản thành 1 tập, Nhà xuất bản. Omnibus, 1995).
- La Saison des Za, Nhà xuất bản. Grasset, 1982.

Truyện kể
- Ciel et terre, Alger, Charlot, 1943.
- La Vallée heureuse (Thung lũng hạnh phúc), Charlot, 1946
- Le Métier des armes, Gallimard, 1948; Julliard, 1960.
- Retour de l'enfer, Gallimard, 1951; Julliard, 1960.
- Le Navigateur, Gallimard, 1954; Julliard, 1960.
- La Femme infidèle, Gallimard, 1955; Julliard, 1960.
- Les Flammes de l'été, Gallimard, 1956; Julliard, 1960; Albin Michel, 1993.
- Les Belles Croisades, Gallimard, 1959; Julliard, 1960.
- La Guerre d'Algérie, Julliard, 1960; Christian Bourgois, 1994.
- La Bataille de Dien Bien Phu (Trận chiến Điện Biên phủ), Julliard, 1963; Albin Michel, 1989.
- Le Voyage en Chine, Julliard, 1965.
- La Mort de Mao, Christian Bourgois, 1969; Albin Michel, 1991.
- L'Amour fauve, Grasset, 1971.
- Danse du ventre au-dessus des canons, Flammarion, 1976.
- Pour le lieutenant Karl, Christian Bourgois, 1977.
- Pour un chien, Grasset, 1979.
- Une affaire d'honneur, Plon, 1983.
- Beyrouth viva la muerte, Grasset, 1984.
- Guynemer, l'ange de la mort, Albin Michel, 1986.
- Mémoires barbares, Albin Michel, 1989.
- Amours barbares, Albin Michel, 1993.
- Un après-guerre amoureux, Albin Michel, 1995.
- Adieu ma mère, adieu mon cœur, Albin Michel, 1996.
- Journal, t. 1, Les années déchirement, 1925-1965, Albin Michel, 1997.
- Journal, t. 2, Les années cavalières, 1966-1985, Albin Michel, 1998.
- Journal, t. 3, Les années de braise, 1986-1996, Albin Michel, 1999.
- Lettre à Dieu, Albin Michel, 2001.

### Tiểu luận
- La France sauvée par Pétain, Alger, P & G Soubiron, 1940.
- Comme un mauvais ange, Charlot, 1946; Gallimard, 1960.
- L'Homme à l'épée, Gallimard, 1957; Julliard, 1960.
- Autour du drame, Julliard, 1961.
- Passion et mort de Saint-Exupéry, Gallimard, 1951; Julliard, 1960; La Manufacture, 1987.
- Le Grand Naufrage, Julliard, 1966; Albin Michel, 1995.
- Turnau, Sienne, 1976 (hors commerce).
- Éloge de Max-Pol Fouchet, Actes Sud, 1980.
- Étranger pour mes frères, Stock, 1982.
- Citoyen Bolis, tambour de village, Avallon, Voillot,1989.
- Vézelay ou l'Amour fou, Albin Michel, 1990.
- Rostropovitch, Gainsbourg et Dieu, Albin Michel, 1991.

### Thơ
- Trois prières pour des pilotes, Alger, Charlot, 1942.
- Chants et prières pour des pilotes, Charlot, 1943; Gallimard, 1948; Julliard, 1960.
- Sept poèmes de ténèbres, Paris, 1957 (hors commerce).
- Prière à mademoiselle Sainte-Madeleine, Charlot, 1984; Bleu du Ciel, Vézelay, 1986.
- Chant d'amour pour Marseille, Jeanne Laffitte, 1988.
- Cinq poèmes, Avallon, Voillot,1991.
- La Nuit tombe, debout camarades !, Gérard Oberlé, 1991.
- Poèmes et prières des années de guerre (1939-1945), Actes Sud, 2001.

### Kịch
- Beau Sang, Gallimard, 1952; Julliard, 1960.
- Les Cyclones, Gallimard, 1953; Julliard, 1960.
- Le Fleuve rouge, Gallimard, 1957; Julliard, 1960.
- La Rue des Zouaves suivi de Sa Majesté Monsieur Constantin, Julliard, 1970.
- Lieutenant Karl, dramatique télé (Michel Wyn), INA, 1977.
- Mort au champ d'honneur, Albin Michel, 1995.

Sách mỏng (đả kích)
- J'accuse le général Massu, Seuil, 1972.

Truyện ngắn
- L'Œil de loup du roi de Pharan, Sétif, 1945.

### Phim
- La bataille du Tonkin, 1952. Phim tài liệu về các trận đánh trong cuộc Chiến tranh Đông Dương bởi tướng Jean de Lattre de Tassigny. Jules Roy là đạo diễn (nhân viên quay phim của quân đội Pháp).

Trao đổi thư với Jean Amrouche
- D'une amitié. Correspondance (1937-1962), Édisud, 1985.

### Sách viết về Jules Roy
- Collectif et Jacques Cantier, Jules Roy et la révolution nationale: analyse d'un engagement, in Action, écriture, engagement. Actes de la journée d'Études du 5 octobre 2001. Université de Versailles Saint Quentin en Yvelines, Presses du Service Historique de l'Armée de l'Air, 2002.
- Christian Delporte, Patrick Facon, Jeannine Lepesant-Hayat, Jules Roy: un engagement, actes du colloque organisé par le CHCSC, octobre 2001, Paris, SHAA-UVSQ, 2002.
- Jacques Cantier, Jules Roy, les fidélités d'un rebelle, Toulouse, Privat, collection d'Histoire immédiate, 2001.
- Jean Louis Roy, JULES ROY, dernier Vol, collection Littérature, L'Harmattan 2005, ISBN 2-7475-7535-7.
- Jean Louis Roy, Jules Roy l'intranquille, collection Littérature témoignages, L'Harmattan 2007, ISBN 978-2-296-02646-9.
- Jean Louis Roy et auteurs réunis par l'Association du Centenaire Jules-Roy; JULES ROY: 100 ANS, L'Harmattan 2008, ISBN 978-2-296-05812-5.
- José Lenzini, Jules Roy, le céleste insoumis, éditions du Tell, 2007, ISBN 9-9617-7332-2.
- Guy Dugas: Jules Roy chez Charlot. Pézenas, éd. Domens, 2007,ISBN 9-782915285-88-8
- Catharine Savage Brosman Art as Testimony: the Work of Jules Roy, University of Florida Press, 1989, ISBN 0-8130-0915-4